# Басанин, Борис Александрович
Борис Александрович Басанин (род. 1934) — советский сталевар, депутат Верховного Совета СССР.

## Биография
Родилась в 1934 году. Русский. Образование среднее специальное. По состоянию на 1974 год — кандидат в члены КПСС.
Трудовую деятельность начал в 1951 году подручным сталевара. В 1955—1958 годах служил в Советской Армии. С 1958 года — вновь подручный сталевара, а с 1960 года — сталевар металлургического завода в городе Чусовой Пермской области.
Депутат Совета Союза Верховного Совета СССР 9 созыва (1974—1979) от Чусовского избирательного округа № 273 Пермской области.

## Награды
- Почётный металлург